# Japanische Basketballnationalmannschaft der Damen
Die japanische Basketballnationalmannschaft der Damen ist die Auswahl japanischer Basketballspielerinnen, welche die Japan Basketball Association auf internationaler Ebene, beispielsweise in Freundschaftsspielen gegen die Auswahlmannschaften anderer nationaler Verbände, aber auch bei internationalen Wettbewerben repräsentiert. Im Jahr 1936 war der nationale Verband dem Weltverband Fédération Internationale de Basketball (FIBA) beigetreten. Im März 2021 wurde die Mannschaft als drittbeste asiatische Mannschaft hinter Australien und China auf dem 10. Rang der Weltrangliste der Frauen geführt.
Größter Erfolg waren der Gewinn der Silbermedaille bei den Weltmeisterschaften 1975 und bei den Olympischen Spielen 2020.

## Internationale Wettbewerbe

### Japan bei Olympischen Spielen
Bisher gelang es der Mannschaft fünfmal, sich für die olympischen Basketballwettbewerbe zu qualifizieren:
| - 1976: 5. Platz - 1980: nicht qualifiziert - 1984: nicht qualifiziert - 1988: nicht qualifiziert - 1992: nicht qualifiziert | - 1996: 7. Platz - 2000: nicht qualifiziert - 2004: 10. Platz - 2008: nicht qualifiziert - 2012: nicht qualifiziert | - 2016: 8. Platz - 2020: Silber - 2024: 12. Platz |

### Japan bei Weltmeisterschaften
Die Mannschaft Japans konnte sich bisher 13-mal für eine Weltmeisterschaft qualifizieren:
| - 1953: nicht teilgenommen - 1957: nicht teilgenommen - 1959: nicht teilgenommen - 1964: 9. Platz - 1967: 5. Platz | - 1971: 5. Platz - 1975: Silber - 1979: 6. Platz - 1983: 12. Platz - 1986: nicht qualifiziert | - 1990: 12. Platz - 1994: 12. Platz - 1998: 9. Platz - 2002: 13. Platz - 2006: nicht qualifiziert | - 2010: 10. Platz - 2014: 14. Platz - 2018: 9. Platz - 2022: 9. Platz |

### Japan bei Asienmeisterschaften
Japan nahm an 27 der 28 bislang ausgetragenen Asienmeisterschaften teil und gewann in den Jahren 1970 und von 2013 bis 2019 in Folge den Titel. Daneben erreichte die Mannschaft siebenmal den zweiten Platz, kam zwölfmal auf den Bronzerang und wurde dreimal Vierter. In letzteren Fällen landeten Südkorea und China auf den ersten beiden Plätzen und Taiwan kam auf den dritten Rang.
| - 1965: Vize-Asienmeister - 1968: Vize-Asienmeister - 1970: Asienmeister - 1972: nicht teilgenommen - 1974: Vize-Asienmeister - 1976: 3. Platz - 1978: 3. Platz | - 1980: 3. Platz - 1982: 3. Platz - 1984: 3. Platz - 1986: 4. Platz - 1988: 4. Platz - 1990: 3. Platz - 1992: 3. Platz | - 1994: 3. Platz - 1995: 3. Platz - 1997: Vize-Asienmeister - 1999: Vize-Asienmeister - 2001: Vize-Asienmeister - 2004: Vize-Asienmeister - 2005: 4. Platz | - 2007: 3. Platz - 2009: 3. Platz - 2011: 3. Platz - 2013: Asienmeister - 2015: Asienmeister - 2017: Asienmeister - 2019: Asienmeister | - 2021: qualifiziert |

### Japan bei den Asienspielen
Die Damen-Basketballnationalmannschaft Japans nahm bisher an allen Austragungenen der Asienspiele teil. 1974 und 1998 konnte die Mannschaft Japans den Titel gewinnen, 1994 erreichten die Japanerinnen den zweiten Rang. In den Jahren 1978, 1982, 1986, 2006 und von 2010 bis 2018 in Folge lag das Team auf dem dritten Platz, 1990 sowie 2002 verpasste man die Medaillenränge mit dem vierten Rang nur knapp.

## Kader
| Spieler | Spieler        | Spieler           | Spieler | Spieler | Spieler  | Spieler           |
| Nr.     | Name           | Geburt            | Größe   | Info    | Einsätze | Verein            |
| ------- | -------------- | ----------------- | ------- | ------- | -------- | ----------------- |
|         |                | Guards (PG, SG)   |         |         |          |                   |
| 4       | Kaede Kondo    | 06.10.1991        | 173     |         |          | Toyota Antelopes  |
| 9       | Miyoshi Naho   | 21.12.1993        | 165     |         |          | Chanson V-Magic   |
| 12      | Asami Yoshida  | 09.10.1987        | 165     |         |          | JX Sunflowers     |
| 13      | Rui Machida    | 08.03.1993        | 165     |         |          | Fujitsu Red Wave  |
|         |                | Forwards (SF, PF) |         |         |          |                   |
| 5       | Yuki Miyazawa  | 02.06.1993        | 182     |         |          | JX Sunflowers     |
| 6       | Yuka Mamiya    | 03.04.1990        | 185     |         |          | JX Sunflowers     |
| 7       | Mika Kurihara  | 14.05.1989        | 176     |         |          | Toyota Antelopes  |
| 8       | Maki Takada    | 23.08.1989        | 183     |         |          | Denso Iris        |
| 11      | Moeko Nagaoka  | 29.12.1993        | 177     |         |          | Fujitsu Red Wave  |
|         |                | Center (C)        |         |         |          |                   |
| 10      | Ramu Tokashiki | 11.06.1991        | 191     |         |          | Seattle Storm     |
| 15      | Asako O        | 16.12.1987        | 189     |         |          | Mitsubishi Koalas |

| Trainer | Trainer         | Trainer          |
| Nat.    | Name            | Position         |
| ------- | --------------- | ---------------- |
| Japan   | Tomohide Utsumi | Cheftrainer      |
| Japan   | Eiki Umezaki    | Trainerassistent |

| Legende               | Legende            |
| Abk.                  | Bedeutung          |
| --------------------- | ------------------ |
| (C)                   | Mannschaftskapitän |
| Quellen               |                    |
| Ligahomepage          |                    |
| Stand: 5. August 2016 |                    |

| Legende               | Legende            |
| Abk.                  | Bedeutung          |
| --------------------- | ------------------ |
| (C)                   | Mannschaftskapitän |
| Quellen               |                    |
| Ligahomepage          |                    |
| Stand: 5. August 2016 |                    |